# Sven Spekking
Sven Spekking (Varsseveld, 20 april 1990) is een Nederlands voormalig voetballer die als verdediger voor onder andere Go Ahead Eagles speelde.

## Carrière
Sven Spekking speelde in de jeugd van BV De Graafschap, waar hij in het seizoen 2009/10 met Jong De Graafschap twee wedstrijden in de KNVB beker speelde. In 2010 vertrok hij bij het gepromoveerde De Graafschap om bij Go Ahead Eagles te spelen, omdat hij in Deventer ging studeren. Hij debuteerde voor Go Ahead op 24 januari 2011, in de met 1-2 verloren thuiswedstrijd tegen Telstar. Hij kwam in de 60e minuut in het veld voor Freek Heerkens. Ook speelde hij nog een wedstrijd tegen AGOVV, die met 2-1 werd gewonnen. Na een seizoen vertrok hij naar AZSV, waar hij tot 2017 amateurvoetbal speelde.

### Statistieken
| Seizoen                       | Club               | Land           | Competitie     | Competitie | Competitie | Beker | Beker | Totaal | Totaal |
| Seizoen                       | Club               | Land           | Competitie     | Wed.       | Dlp.       | Wed.  | Dlp.  | Wed.   | Dlp.   |
| ----------------------------- | ------------------ | -------------- | -------------- | ---------- | ---------- | ----- | ----- | ------ | ------ |
| 2009/10                       | Jong De Graafschap | Nederland      | –              | –          | –          | 2     | 0     | 2      | 0      |
| 2010/11                       | Go Ahead Eagles    | Nederland      | Eerste divisie | 2          | 0          | 0     | 0     | 2      | 0      |
| Carrièretotaal                | Carrièretotaal     | Carrièretotaal | Carrièretotaal | 2          | 0          | 2     | 0     | 4      | 0      |
| Bijgewerkt op 4 augustus 2018 |                    |                |                |            |            |       |       |        |        |